# Bezno
Bezno település Csehországban, a Mladá Boleslav-i járásban. Bezno Chotětov, Strenice, Velké Všelisy, Sovínky, Jizerní Vtelno és Nemyslovice településekkel határos. Lakosainak száma 1000 fő (2024. január 1.).

## Népesség
A település lakosságának változását az alábbi diagram mutatja:
| Lakosok száma | 765  | 943  | 922  | 866  | 837  | 875  | 911  | 970  | 948  | 1000 |
|               | 1869 | 1900 | 1921 | 1961 | 1980 | 2011 | 2016 | 2019 | 2021 | 2024 |